# María Terremoto
María Fernández Benítez "María Terremoto" coneguda també com a "María Terremoto" es una cantaora de flamenco de la familia Terremoto de Jerez de a Frontera.
Rep els ensenyaments del seu pare, el cantaor Fernando Fernández Pantoja "Fernando Terremoto", fill de Fernando Fernández Monge "Terremoto of Jerez".
Porta amb si la descaradura, el desenfrenament i la vitalitat de la seva àvia María Marquez, a la par que la força i la precisió en el cante de la seva tia Maria de la Soledad Fernández o "María Soleá".
Als nou anys ja pujava a l'escenari reclamat pel seu pare, moment recordat fins avui pel públic que ho va presenciar. A mitjans de 2014, amb 14 any, comença a realitzar aparicions esporádiques en les penyes Jerez.
El seu merescut talent, d'una persona que des de petita, participa en multitud de simbombes flamenques de la mà de la seva família, en les quals sense adonar-se es converteix en protagonista absoluta de cada actuació. De l'entroncament de les influències familiars amb altres de la història del flamenc, neix aquesta promesa pel canti flamenc contemporani.

## Obra
- La huella de mi sentío. les cançons com "Un paseo por la Alameda" i "Soníos de Bronce", "Santiago y Santa Ana" o "Luz en los Balcones". Un disc en el qual grava cantes que ja venia fent en els seus recitals com seguirillas, soleá, fandangos, malagueñas… i en el qual també recupera alguns dels cantis de l'últim disc del seu pare, que pràcticament no va tenir repercussió poc després de publicar-ho. Premiada a la cançó "giraldillo" en els premis artista revelació en la XIX Bienal de flamenco de Sevilla.